# ويل هوسكينز
ويل هوسكينز (بالإنجليزية: Will Hoskins)‏ هو لاعب كرة قدم بريطاني، ولد في 6 مايو 1986 في نوتنغهام في المملكة المتحدة. شارك مع منتخب إنجلترا تحت 18 سنة لكرة القدم ومنتخب إنجلترا تحت 19 سنة لكرة القدم ومنتخب إنجلترا تحت 20 سنة لكرة القدم. أما مع النوادي، فقد لعب مع أكسفورد يونايتد وبرايتون أند هوف ألبيون وشيفيلد يونايتد ونادي إكزتر سيتي ونادي بريستول روفيرز ونادي روذرهام يونايتد ونادي ميلوول ونادي واتفورد ونوتينغهام فورست.

## وصلات خارجية
- ويل هوسكينز على موقع قاعدة بيانات كرة القدم.إي يو (الإنجليزية)
- ويل هوسكينز على موقع Soccerbase.com (لاعب) (الإنجليزية)
- ويل هوسكينز على موقع Soccerway.com (الإنجليزية)
- ويل هوسكينز على موقع عالم كرة القدم.نت (الإنجليزية)